# Periode (wiskunde)
In de wiskunde is de periode van een functie de grootte van het kleinste interval waarover de functiewaarden zich herhalen. De periode wordt in veel gevallen aangeduid met het symbool {\displaystyle T.} Indien een dergelijk getal bestaat, wordt die functie periodiek genoemd. De functiewaarden zijn dan steeds gelijk aan de functiewaarden gelegen op een afstand {\displaystyle T.}

## Definitie
De periode {\displaystyle T} van een functie {\displaystyle f} is het kleinste strikt positieve getal waarvoor geldt dat voor alle getallen {\displaystyle x:}
{\displaystyle f(x+T)=f(x)}
Zo geldt voor de sinus: voor alle getallen {\displaystyle x} is {\displaystyle \sin(x+2\pi )=\sin(x)} en er is geen kleiner strikt positief getal dan {\displaystyle 2\pi } dat deze eigenschap ook heeft. Conclusie: {\displaystyle 2\pi } is de periode van de sinus.
Meestal wordt het domein als een deel van de reële getallen beschouwd. Laat men complexe getallen toe voor het domein, dan spreekt men van een complexe periode. Analoog voor quaternionen en dergelijke.
In de natuurkunde komt de periode (natuurkunde) voor in periodieke verschijnselen, zoals trillingen, slingers, rotaties, planeetbewegingen, e.d.